# Douar Hicher
Pour l’article homonyme, voir Douar Hicher (délégation).
Douar Hicher (arabe : دوار هيشر) est une ville située dans la banlieue ouest de Tunis. Elle abrite des populations de niveau social généralement bas.

## Géographie
Elle se trouve à quelques kilomètres du centre de Tunis, sur la route d'Oued Ellil. Elle est délimitée par Ettadhamen à l'est, La Manouba à l'ouest, Den Den au sud et Oued Ellil au nord. Son territoire s'étend sur 1 125 hectares.

### Géographie administrative
Administrativement rattachée au gouvernorat de la Manouba, elle est le siège d'une délégation et d'une municipalité abritant une population de 82 532 habitants en 2014, ce qui en fait l'une des plus importantes villes de la banlieue de Tunis. Outre Douar Hicher, la municipalité compte d'autres cités agglomérées : Ennassim, Erriadh, Echabeb et Khaled Ibn El Oualid.

### Évolution
Initialement, la ville appartient au gouvernorat de l'Ariana et ceci jusqu'en 2001, date de la création du gouvernorat de la Manouba, auquel elle est rattachée comme l'une de ses huit municipalités.

## Histoire
Les habitants de Douar Hicher, surtout les jeunes parmi eux, ont joué un rôle très important dans les manifestations populaires contre la dictature de Zine el-Abidine Ben Ali qui menèrent à la révolution de 2011.  
Le quartier, avec celui d'Ettadhamen, représente un arrêt presque obligé dans les campagnes électorales, aussi bien présidentielle que législatives,.

## Démographie
Il s'agit d'une agglomération de cités d'« habitat spontané » qui a émergé dans les années 1970 autour du hameau éponyme (douar est un mot arabe signifiant campement et in extenso hameau) et qui s'est développé le long de l'un des principaux axes de l'agglomération tunisoise. Son développement fulgurant en périphérie du Grand Tunis résulte de l'exode rural qu'a connu la Tunisie des années 1930 aux années 1980, notamment en provenance des régions rurales de l'ouest de la Tunisie, et du déplacement des populations du centre ancien (médina principalement) vers un espace en voie d'urbanisation permettant l'agrandissement du logement et ce par autoconstruction. À la périphérie du quartier, un lotissement de logements sociaux avait été construit par le Fonds de solidarité 26-26.
La population de Douar Hicher a augmenté dans les années 2000, passant de 75 959 habitants regroupés en 15 652 familles et 16 697 habitations, selon le recensement de 2004, à 84 090 habitants regroupés en 20 773 familles et 23 065 habitations, selon le recensement de 2014. À cette même date, il existe une légère prédominance masculine dans la population, avec 42 706 habitants contre 41 384 habitantes.

## Économie
Une grande partie de la population de la ville travaille dans les usines locales qui ont fait de Douar Hicher un centre industriel à l'échelle locale. Parmi les activités les plus répandues, on peut citer :
- Industrie textile ;
- Industrie du bois et du meuble ;
- Industrie du cuir ;
- Industrie de la glaçure ;
- Industrie du marbre ;
- Industrie des portes métalliques ;
- Industrie des machines de fer ;
- Industrie du plastique[3].

Malgré cette diversité, le niveau socio-économique de Douar Hicher reste l'un des plus bas en Tunisie. Avant la révolution de 2011, la population locale dépend beaucoup du Fonds de solidarité 26-26 promu par le président Zine el-Abidine Ben Ali. Durant son mandat et jusqu'à présent, les jeunes de Douar Hicher, comme dans beaucoup d'autres quartiers du Grand Tunis, souffrent d'un taux de chômage parmi les plus élevés du pays à cause de la marginalisation que le régime de Ben Ali a créée et que ceux qui lui ont succédé ont entretenue. Selon les chiffres officiels, ce taux est deux à trois fois plus élevé que les 15,5 % enregistrés au niveau national, surtout chez les jeunes ayant des diplômes universitaires.

## Culture

### Infrastructures
L'infrastructure culturelle de la ville est très limitée. Il existe une seule maison de la culture ainsi que deux bibliothèques publiques. Même avec ce peu de ressources, la société civile locale est active et organise des activités pour les jeunes, que ce soit des débats dans le centre culturel,, ou même en dehors de Douar Hicher. Ces activités représentent pour beaucoup de jeunes, surtout les filles, le seul moyen de divertissement. En 2015, la maison de la culture propose aux enfants une projection de films suivie parfois de rencontres ou d'ateliers animés par des professionnels selon le thème du mois.
La ville comporte aussi trois centres de formation pour les personnes s'intéressant à l'artisanat. Ces centres offrent par ailleurs aux artisans des espaces pour exposer et vendre leurs produits. Leur capacité totale s'étend sur plus de 6 000 m2.
Selon une étude réalisée par un groupe de sociologues sur les jeunes de Douar Hicher et Ettadhamen, 55 % des associations actives sont sportives, 18,5 % à visée non lucrative, 10,3 % culturelles et 10,5 % religieuses. Cette étude stipule que seulement un jeune sur quatre connaît au moins une association active dans son quartier.

### Éducation
Selon le site officiel de la municipalité, elle comprend 18 établissements scolaires dont quinze écoles primaires et trois lycées. Cela dit, selon une étude réalisée sur un échantillon représentatif de la jeunesse de Douar Hicher en 2018, 51,7 % des jeunes ont arrêté leurs études au lycée, et seulement 27,9 % ont effectué des études supérieures. Les chercheurs estiment que la violence au sein de ces établissements, phénomène qui a été confirmé par 20 % des jeunes questionnés, est l'une des causes principales de l'abandon scolaire. On estime aussi que le taux moyen d'absentéisme dans les écoles de Douar Hicher et Ettadhamen confondus est de 60 %.

### Médias
La ville a sa propre webradio qui diffuse les nouveautés de la communauté, fait la promotion et assure la couverture des événements culturels et sportifs locaux.

## Sport
Les sports représentent l'activité de divertissement la plus répandue à Douar Hicher. Plus de la moitié des associations locales sont sportives, ce qui a poussé le gouvernement à investir dans l'infrastructure en aménageant un centre sportif multidisciplinaire inauguré en 2018 par le chef du gouvernement Youssef Chahed.
| Associations sportives | Associations sportives | Associations sportives | Athlètes licenciés (sports individuels) | Athlètes licenciés (sports individuels) | Athlètes licenciés (sports individuels) | Athlètes licenciés (sports collectifs) | Athlètes licenciés (sports collectifs) | Athlètes licenciés (sports collectifs) |
| Sports individuels     | Sports collectifs      | Total                  | Hommes                                  | Femmes                                  | Total                                   | Hommes                                 | Femmes                                 | Total                                  |
| 1                      | 2                      | 3                      | 159                                     | 84                                      | 243                                     | 366                                    | 81                                     | 447                                    |
| ---------------------- | ---------------------- | ---------------------- | --------------------------------------- | --------------------------------------- | --------------------------------------- | -------------------------------------- | -------------------------------------- | -------------------------------------- |

## Personnalités
- Oussama Oueslati, taekwondoïste.